# Аонума Ейдзі
Ейдзі Аонума (яп. 青沼 英二, Хепберн: Аонума Ейдзі, англ. Eiji Aonuma, народився 16 березня 1963) — японський дизайнер, режисер і продюсер відеоігор. Він працює в Nintendo як керівник проекту серії ігор The Legend of Zelda. Аонума також є одним із заступників генерального менеджера підрозділу планування та розвитку розваг Nintendo, який обіймає цю посаду з 2019 року. Зараз Аонума працює над продовженням гри The Legend of Zelda: Breath of the Wild, випущеної в 2017 році, під назвою The Legend of Zelda: Tears of the Kingdom, реліз запланований на травень 2023 року.